# Cerveza La Sagra
Cerveza La Sagra es una empresa cervecera española. Fue fundada en Numancia de la Sagra (provincia de Toledo) en 2011. Se inició como una empresa de cerveza artesanal. Tomó el nombre de la comarca de La Sagra, comarca castellana donde se embotella. El logo de la marca está inspirado en la bacía de don Quijote y en los molinos de viento de La Mancha. Se lanzó por primera vez al mercado en el año 2011. La empresa embotella cerveza a través de la propia marca Sagra, dirigida al canal de la restauración, y bajo la marca Burro de Sancho, dirigida a la venta en supermercados y grandes superficies. Se caracteriza por ser una cerveza de fabricación artesanal y de sabor castellano; no en vano todos sus ingredientes son producidos en Castilla. Pese a que se caracteriza por su elaboración tradicional, la marca es la cerveza artesanal española con mayor producción.

## Historia

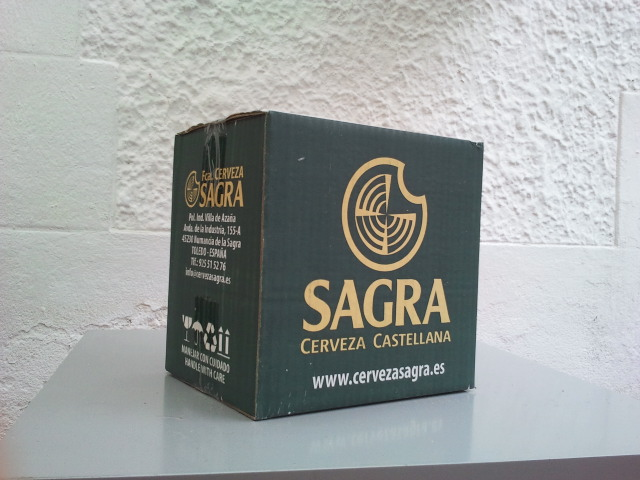
Caja de Cerveza La Sagra.

La cerveza La Sagra contó con una inversión de un millón de euros y unas expectativas de venta de más de 400.000 botellas durante el primer año de actividad. Salió por primera vez al mercado durante el mes de marzo de 2011, llegando en su primer mes de vida a más de cien establecimientos de Castilla-La Mancha y la Comunidad de Madrid, bajo las variedades Premium y Pilsner.
Pocos meses más tarde, lanzó una nueva marca -Burro de Sancho-, está dirigida a su venta en supermercados, en contraposición de La Sagra, orientada a su comercialización en el sector de la restauración. Se lanzó a la venta en junio de 2011, comercializándose en grandes centros comerciales, principalmente en los centros Eroski. Burro de Sancho, nombre con clara referencia a Sancho Panza, personaje de Don Quijote de la Mancha, se comercializa en tres variedades: rubia, roja y negra.
Durante el mes de octubre de 2011 se lanzó un nuevo producto al mercado: La Sagra Bohío, una cerveza especialmente indicada para acompañar el postre, con una graduación alcohólica de 10º. La cerveza fue apadrinada por Pepe Rodríguez Rey, jefe de cocina del Restaurante El Bohío y actual Premio Nacional de Gastronomía.
Para celebrar su primer aniversario, se hace otro lanzamiento: La Sagra Roja, cuyo nombre responde a la tonalidad rojiza de esta cerveza. La Sagra Roja aprovechó su nacimiento para respaldar la andadura de la Selección de Fútbol de España (La Roja) en la Eurocopa 2012.
Desde 2011, pues, está especializada en la fabricación, la comercialización y la distribución de cerveza artesanal, siguiendo los estándares conforme a la norma internacional IFS Food v 6.1, que persigue un proceso de mejora continua. Su única fábrica se encuentra en la localidad de Numancia de la Sagra, donde tiene sus instalaciones de cerveza artesanal castellana. Carlos García es CEO de Cerveza La Sagra desde su fundación.
Desde 2013 patrocina las llamadas Jornadas de la Tapa y Cerveza en La Sagra, unas jornadas anuales que se celebran en la primavera durante dos fines de semana consecutivos para potenciar la gastronomía y el comercio hostelero de la comarca de La Sagra. Localidades como Illescas o Yuncos se unen a Numancia de la Sagra para una actividad organizada por la Asociación de Hostelería y Turismo de Toledo con el patrocinio de Cerveza La Sagra.
En 2021 inició una campaña denominada ‘Escuela de los Maestros de la Fusión de La Sagra’, con una nueva imagen corporativa unida al chef Iván Cerdeño y a la ceramista Ana Fernández, del Centro Cerámico de Talavera. El spot de la campaña es obra de la agencia pick&roll.

## Productos
La Sagra comercializa los siguientes productos:
- La Sagra Premium.[2]
- La Sagra Blanca de Trigo.
- La Sagra Roja.[14]
- La Sagra IPA.
- La Sagra Bohío.[12]
- La Sagra Suxinsu.
- La Sagra Piel de Limón y Cardamomo (Summer Ale).
- La Sagra Calabaza y Canela (Pumpkin Ale).
- La Sagra Frambuesa Ácida.
- Mermelada La Sagra Bohío.
- Mermelada La Sagra Suxinsu.
- Burro de Sancho Rubia.[9]
- Burro de Sancho Roja.[9]
- Burro de Sancho Negra.[9]
- Cerveza Castellana.
- Cerveza Castellana Ahumada.
- Madrí
- Senador Volstead Etiqueta Negra.
- Senador Volstead Etiqueta Blanca.